# Per Willy Guttormsen

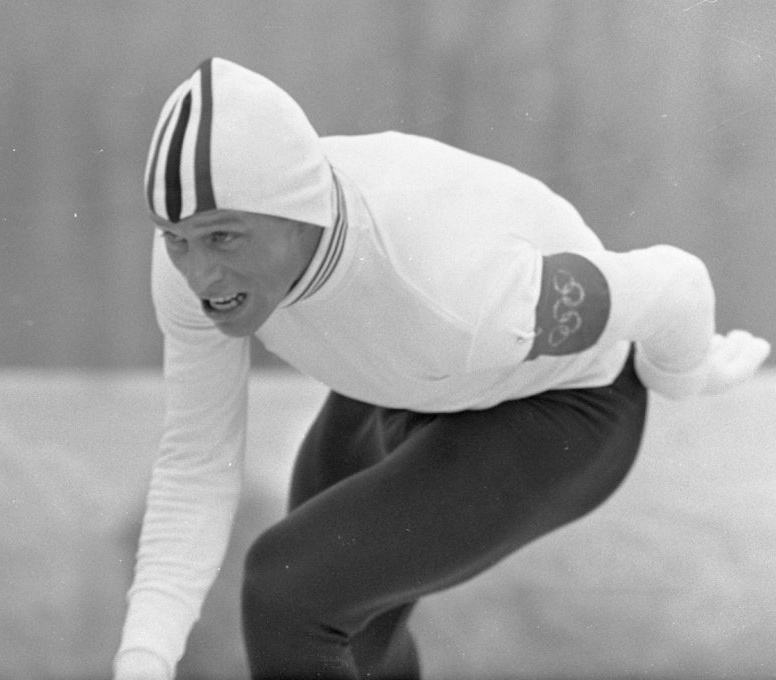
Per Willy Guttormsen, 1968

Per Willy Guttormsen (Narvik, 11 juni 1942) is een voormalig Noors schaatser. Guttormsen was actief in de jaren zestig en zeventig. Zijn favoriete afstanden waren de 5.000 en 10.000 meter. Op de 10 kilometer vestigde hij in 1968 in Inzell een wereldrecord. Hij nam deel aan de Olympische Winterspelen in 1968 (OS Grenoble) waar hij zowel op de 5 als op de 10 kilometer net naast de medailles greep.

## Records

### Persoonlijke records
| Afstand      | Tijd    | Datum           | Baan   |
| ------------ | ------- | --------------- | ------ |
| 500 meter    | 42,2    | 15 januari 1972 | Davos  |
| 1000 meter   | 1.24,9  | 10 maart 1971   | Oslo   |
| 1500 meter   | 2.04,6  | 8 maart 1970    | Inzell |
| 3000 meter   | 4.18,9  | 5 maart 1970    | Inzell |
| 5000 meter   | 7.14,9  | 7 maart 1970    | Inzell |
| 10.000 meter | 15.13,7 | 2 maart 1970    | Inzell |

### Wereldrecords
| Nr. | Afstand  | Tijd    | Datum         | Baan   |
| --- | -------- | ------- | ------------- | ------ |
| 1.  | 10.000 m | 15.16,1 | 10 maart 1968 | Inzell |

## Resultaten
| Jaar | EK Allround | WK Allround | Olympische Spelen   |
| ---- | ----------- | ----------- | ------------------- |
| 1964 |             | 6e          |                     |
| 1965 | 15e         | 12e         |                     |
| 1966 | 11e         | 4e          |                     |
| 1967 |             | 7e          |                     |
| 1968 | 7e          | 9e          | 4e 5000m 4e 10.000m |
| 1969 |             | 8e          |                     |
| 1970 | 10e         |             |                     |
| 1971 | 7e          | 8e          |                     |
| 1972 |             | 13e         | 11e 10.000m         |